# O Mourince a Lojzíkovi aneb Pohádkové čtení se zpěvy
O Mourince a Lojzíkovi aneb Pohádkové čtení se zpěvy je název šestého řadového alba pražské písničkářky Radůzy, které vyšlo 1. září 2008 u hudebního vydavatelství Indies MG Records. Jedná se o dvojalbum, které obsahuje audio verzi autorčiny knihy O Mourince a Lojzíkovi a dvě desítky nových skladeb.